# Trumbauersville
Trumbauersville est un borough situé au nord-ouest du comté de Bucks, en Pennsylvanie, aux États-Unis,. En 2010, il comptait une population de 974 habitants. Il est incorporé en 1908.

## Démographie
Lors du recensement de 2010, le borough comptait une population de 974 habitants. Elle est estimée, le 1er juillet 2019, à 969 habitants.

### Source de la traduction
- (en) Cet article est partiellement ou en totalité issu de l’article de Wikipédia en anglais intitulé « Trumbauersville, Pennsylvania » (voir la liste des auteurs).